# Verbascum adrianopolitanum
Verbascum adrianopolitanum är en flenörtsväxtart som beskrevs av Josef Podpěra. Verbascum adrianopolitanum ingår i släktet kungsljus, och familjen flenörtsväxter. Inga underarter finns listade i Catalogue of Life.